# Choa Chu Kang
Choa Chu Kang – stacja węzłowa obsługująca obszar Choa Chu Kang w Singapurze. Jest częścią North South Line i stacją początkową linii Bukit Panjang LRT. Stacji towarzyszy Choa Chu Kang Bus Interchange i Lot One, które służy jako główne centrum handlowe dla mieszkańców w Choa Chu Kang. Znajduje się w południowej i centralnej części Choa Chu Kang, na północno-zachodniej części wyspy Singapur. Stacja obsługuje głównie ruch z i do centrum wyspy oraz do okolicznych osiedli mieszkaniowych.